# Зотин, Георгий Степанович
Гео́ргий Степа́нович Зо́тин (24 августа 1904 — 27 августа 1972) — советский военачальник, участник боевых действий против повстанцев в Астраханской губернии и Дагестане в 1924—1926 гг. и Великой Отечественной войны, командир 6-го Донбасского бомбардировочного авиационного корпуса во время Великой Отечественной войны, генерал-майор авиации.

## Биография
Родился 24 августа 1904 года в селе Борское Самарской губернии, ныне Кинель-Черкасского района Самарской области в семье служащего. Русский. В РККА с 1922 года. Член ВКП(б) с 1942 года.

### Образование
- 3-я Самарская кавалерийская школа[3] (1924)
- Ростовское отделение начальников штабов объектов при краевых курсах ПВО[3] (1931)
- месячные курсы летнабов при Армавирском учебном центре[3] (1939)
- Липецкие Высшие авиационные курсы усовершенствования преподавательского состава[3] (1940)
- ВАК при Высшей военной академии им. К. Е. Ворошилова (1951)

### До войны
В РККА призван в июле 1922 года и направлен на учёбу в 7-ю военную инженерную школу Приволжского военного округа, продолжил обучение в 3-й Самарской кавалерийской школе. По окончании школы с сентября 1924 г. занимал командные должности в кавалерии Северо-Кавказского военного округа: командир взвода, адъютант школы, курсовой командир. В 1924—1926 годах участвовал в боевых действиях против повстанцев в Астраханской губернии и Дагестане. С февраля 1930 года исполнял обязанности в учебных подразделениях: заведующий военным кабинетом Новочеркасского ветеринарного зоотехнического института, начальник военно-учебной части Новочеркасского авиационного института, начальник военно-учебной части 1-й авиационной школы ГВФ Северо-Кавказского военного округа.
В январе 1940 года поступил на обучение преподавательского отделения Липецких высших авиационных курсов, по окончании был назначен старшим преподавателем тактики 161-го резервного авиационного полка.
С октября 1940 года перешел в ВВС на штабные должности: помощник начальника отдела боевой подготовки штаба 50-й авиационной дивизии Северо-Кавказского военного округа, начальник оперативного отделения штаба 50-й дальнебомбардировочной авиационной дивизии авиации ДД.

### Участие в Великой Отечественной войне
С начала Великой Отечественной войны находился в той же должности. В мае 1943 года назначен начальником штаба 50-й дальнебомбардировочной авиационной дивизии авиации ДД. Занимался подготовкой и обеспечением управления частями дивизии при нанесении ударов по аэродромам и железнодорожным узлам противника в полосе действий войск Южного фронта. Лично выполнил 26 боевых вылетов ночью.
В феврале 1944 года штаб дивизии организовал массированные бомбардировочные удары по городу Хельсинки (Финляндия). В марте 1944 года возглавил штаб 6-го авиационного корпуса дальнего действия 18-й Воздушной армии в должности начальника штаба. Занимался планированием боевых действий частей корпуса и обеспечивал твердое управление ими в операциях по освобождению Крыма, Украины, Белоруссии, при нанесении ударов по военным и промышленным объектам городов Турку, Котка, Бухарест, Плоешти, Галац, Констанца, Будапешт и Дебрецен. С декабря 1944 года полковник Зотин назначен исполняющим дела командира 6-го бомбардировочного авиационного корпуса, который в составе армии находился в Резерве ВГК.
Заместитель командующего 18-й Воздушной армией маршал авиации Н. С. Скрипко характеризовал Г. С. Зотина

«как опытного штабного офицера, оперативно-тактически грамотного. Систематически обогащающего свои знания опытом войны… По своей подготовке, опыту и практике работы является достойным заместителем командира. Растущий и с большой перспективой офицер»— из боевой характеристики
В марте 1945 года назначен начальником штаба 1-го гвардейского бомбардировочного авиационного корпуса.

«С прибытием в корпус с большим подъёмом и энергией начал работу по подготовке и руководству штабов корпуса, дивизий, полков, за небольшой промежуток завоевал всеобщее уважение среди личного состава. При его непосредственной помощи в руководстве, четких, грамотных и инициативных решений корпус произвел 3389 боевых самолето-вылетов, с общим боевым налетом 14338 часов, сбросил по целям противника 3165 тонн бомб».— Из боевой характеристики
За успешные действия при разгроме данцигской и кенигсбергской группировок противника, участие в Берлинской наступательной операции личный состав корпуса 6 раз отмечался в приказах ВГК.

### После войны
После войны находился в прежней должности — начальник штаба 1-го гвардейского бомбардировочного авиационного корпуса.
- с декабря 1947 г. — начальник штаба 1-й воздушной армии дальней авиации (10 января 1949 г. переименована в 50-ю Воздушную армию дальней авиации).
- с июня 1950 г. — слушатель ВАК при Высшей военной академии им. К. Е. Ворошилова,
- с ноября 1951 г. — начальник штаба 43-й воздушной армии дальней авиации
- с мая 1955 г. в запасе.

Умер 27 августа 1972 года в Москве. Похоронен на Введенском кладбище (23 уч.).

### Воинские звания
- Генерал-майор авиации — 1949 год

## Награды
- орден Ленина
- орден Красного Знамени
- орден Красного Знамени
- орден Красного Знамени
- орден Красного Знамени (20.06.1942 г.)
- орден Кутузова 2 степени[4] (05.11.1944 г.)
- Орден Отечественной войны 1 степени[2] (24.10.1943 г.)
- медали